# Liste der Kulturdenkmäler in Hommerdingen
In der Liste der Kulturdenkmäler in Hommerdingen sind alle Kulturdenkmäler der rheinland-pfälzischen Ortsgemeinde Hommerdingen aufgeführt. Grundlage ist die Denkmalliste des Landes Rheinland-Pfalz (Stand: 27. Juni 2022).

## Einzeldenkmäler
| Bezeichnung | Lage                   | Baujahr | Beschreibung                                                                                     | Bild |
| ----------- | ---------------------- | ------- | ------------------------------------------------------------------------------------------------ | ---- |
| Quereinhaus | Kapellenstraße 10 Lage | 1794    | Wohnteil eines ehemaligen Quereinhauses, bezeichnet 1794, eine Achse der ehemaligen Stallscheune | BW   |